# لیوبینو
لیوبینو (به بلغاری: Lyubino) یک منطقهٔ مسکونی در بلغارستان است که در شهرستان آردینو واقع شده‌است.
 لیوبینو ۱۰٫۸۲۳ کیلومتر مربع مساحت و ۲۲ نفر جمعیت دارد.